# 卡洛·巴拉特
卡洛·巴拉特（Carol Barratt）於1945年英國的中部地區出生，曾就讀於阿什比德拉祖什女子文法學校。卡洛·巴拉特曾於英國皇家音樂學院就讀，畢業後她成為第一位獲得愛樂協會成立的馬丁音樂獎學金的女性。她同時也是英國皇家音樂學院的名譽會員。

## 音樂生涯
卡洛·巴拉特在英國皇家音樂學院學習作曲、鋼琴及小提琴。在過去的幾年裡，卡洛·巴拉特一直發揮她的多元化才能，她與不同的樂譜出版社的合作出版了許多樂譜，包括「歡呼！系列」及「切斯特鋼琴系列」。在1995年，卡洛·巴拉特的六首歌曲被選為慶祝作曲家協會成立50週年的表演歌曲。

## 作曲成就
卡洛·巴拉特的音樂被各大音樂考試委員會納入為指定樂曲，包括英國皇家音樂學院聯合委員會、倫敦聖三一學院、倫敦音樂學院等等。

## 出版書籍
「歡呼！系列」
- 小提琴
- 大提琴
- 長笛
- 雙簧管
- 單簧管
- 巴松管
- 小號
- 法國號
- 長號
- 粗上低音管
- 敲擊樂(兩冊)

「切斯特鋼琴系列」
- 初學者(兩冊)
- 古典鋼琴教程(三冊)
- 英國最簡單的歌曲
- 童謠

## 官方網站
https://carolbarratt.co.uk/（页面存档备份，存于）